# 奧林匹亞菲爾茲 (伊利諾伊州)
奧林匹亞菲爾茲（英語：Olympia Fields）是位於美國伊利諾伊州庫克縣的一個村落。

## 地理
奧林匹亞菲爾茲的座標為41°31′06″N 87°41′34″W / 41.51833°N 87.69278°W，而該地最高點為海拔高度211米（即692英尺）。

## 人口
根據2010年美國人口普查的數據，奧林匹亞菲爾茲的面積為7.62平方千米，當中陸地面積為7.61平方千米，而水域面積為0.01平方千米。當地共有人口4,988人，而人口密度為每平方千米654人。